# خالکوبی (فیلم ۱۹۶۷)
«خالکوبی» (انگلیسی: Tattoo (1967 film)) یک فیلم است که در سال ۱۹۶۷ منتشر شد. از بازیگران آن می‌توان به هلگا آندرس اشاره کرد.